# 9 (film, 2005)
9 je počítačově animovaný krátký film Shane Ackera z roku 2005. V roce 2009 uvedl stejný autor pod stejným názvem (česky jako Číslo 9) celovečerní film, který rozvíjí tento starší jedenáctiminutový snímek.
Film byl nominován na Oscara v kategorii „animovaný krátkometrážní film“ a získal několik dalších cen.

## Děj
Děj se odehrává v jakémsi nejasném postapokalyptickém světě, kde nežijí lidé. Hlavním hrdinou je hadrová postavička s velkým zipem na hrudi a s číslem 9 na zádech. Je svědkem, jak jeho přítele s číslem 5 napadla jakási robotická kočka a vysála z něho duši pomocí zvláštního světelného amuletu. Kočka pak začne pronásledovat i Číslo 9, ten ji lstí připraví o amulet, který má na provázku kolem krku. Honička však nekončí, Číslu 9 se ale podaří kočku vlákat do pasti, kterou na ni připravil úplně na začátku (během úvodních titulků). Jde o lávku vysoko nad zemí, ze které Číslo 9 unikne, ale kočka spadne dolů. Film končí tím, že Číslo 9 spojí dvě části amuletu do sebe (tu první má u sebe od samého začátku) a ten začne svítit a vylézají z něho duše jeho přátel s různými jednocifernými čísly na zádech. Duše Čísla 5 se ohlédne na Číslo 9 a pohledem mu děkuje za záchranu.